# Studio Wildcard
Studio Wildcard est un studio américain de développement de jeux vidéo, fondé en 2014 par Jesse Rapczak, Doug Kennedy, G. K. Epp et Jeremy Stieglitz.
Le studio a été connu pour Ark: Survival Evolved, vendu à plus de 2 millions de copies.